# 東洋書林
株式会社東洋書林（とうようしょりん）は、東京都にある日本の出版社。
全体的に博物学的な色彩の強い質の高い出版活動を行っている。日本近世史を中心に歴史関連の全集、学術書や海外考古学関連書(翻訳書)、神話、ファンタジー、ミステリーなどの分野の出版で知られる。

## 概要

### 所在地
- 東京都新宿区四谷4-24

## 沿革
- 1980年（昭和55年）10月 - 創業

## 主な出版物
- 『世界鳥類名検索辞典』
- 『世界哺乳類名検索辞典』
- 深井雅海・藤實久美子編『江戸幕府　役職武鑑編年集成』(全6巻)
- 深井雅海・藤實久美子編『江戸幕府　大名武鑑編年集成』(全6巻)
- 深井雅海編『武家行事儀礼図譜』(全8巻)
- 幕府普請奉行編/朝倉治彦監修『江戸城下変遷絵図集』
- 松波秀実『明治林業史要』(上,下巻)の復刻
- 運輸日報社編『日本運輸史』(上,下巻)の復刻
- 絹川太一『本邦綿絲紡績史』(全7巻)の復刻
- 小川恭一 編著『寛政譜以降旗本家百科事典』(全6巻)
- ジョナサン・ウィリアムズ編/湯浅赳男訳『お金の歴史全書』
- リチャードH.ウィルキンソン/内田杉彦訳 『古代エジプト神殿大百科』
- パトリック・ファース/目羅公和訳 『古代ローマの食卓』
- ピーター・ジェームス&ニック・ソープ/矢島文夫監訳 『事典 古代の発明』
- ジュリエット・クラットン＝ブロック/小川昭子訳『猫の博物館-ネコと人の一万年-』
- ミルチャ・エリアーデ他『世界の神話文化図鑑』
- リチャード・バクストン『ギリシア神話の世界』
- マーク・レーナー/内田杉彦訳『ピラミッド大百科』
- コリン・レンフルー他『考古学-理論・方法・実践-』
- メアリー・ミラー&カール・タウベ『マヤ・アステカ神話宗教事典』